# Кавалеры ордена Святого Георгия IV класса М
Кавалеры ордена Святого Георгия IV класса на букву «М» 
Список составлен по алфавиту персоналий. Приводятся фамилия, имя, отчество; звание на момент награждения; номер по списку Григоровича — Степанова (в скобках номер по списку Судравского); дата награждения. Лица, чьи имена точно идентифицировать не удалось, не викифицируются. Курсивом выделены кавалеры, получившие орден за службу в частях Восточного фронта Русской армии во время Гражданской войны.

## Ма
- Маас, Николай Васильевич; подполковник; 31 августа 1916
- Маврокордато, Карл Степанович; полковник; № 8393; 26 ноября 1850
- Мавромихали, Степан; подполковник; № 1025; 26 ноября 1793
- Магалов, Александр Иванович; майор; 19 апреля 1878
- Магдаченко, Филипп Александрович; штабс-капитан; 4 марта 1917
- Магденко, Иван; полковник; № 3323; 12 декабря 1817
- Магденко, Михаил Семёнович; полковник; № 2617; 4 августа 1813
- Магеровский, Борис Владимирович; прапорщик; 22 декабря 1915
- Магомедов, Абдусалам Магомедович; капитан; 29 июля 1916
- Маграмов, Арсений Сергеевич; поручик; 27 января 1917
- Мадатов, Валериан Григорьевич; подполковник; № 2296 (1003); 11 апреля 1811
- Маевский, Антон Петрович; подполковник; № 8045; 26 ноября 1848
- Маевский, Сергей Иванович; полковник; № 2835; 26 февраля 1814
- Мазалевский, Владимир Яковлевич; полковник; № 9382; 26 ноября 1854
- Мазараки, Егор Иванович; майор; № 7469; 12 января 1846
- Мазараки, Семён Семёнович; капитан; № 2822; 6 февраля 1814
- Мазилев, Николай Иванович; подполковник; № 4839; 25 декабря 1833
- Мазин, Иван Петрович; прапорщик; 9 октября 1917
- Мазинг, Михаил Карлович; поручик; № 10238; 25 декабря 1866
- Мазитов, Гавриил Иванович; капитан; № 9501; 26 ноября 1854, за «выслугу 25 лет в офицерских чинах»[1]
- Мазнев, Георгий Иванович; полковник; 5 августа 1917
- Мазовский, Николай Николаевич; генерал-майор; № 1722 (708); 29 января 1807
- Мазуревский, Алексей Николаевич; подпоручик; 30 сентября 1915 (посмертно)
- Мазуренко, Марк Ерофеевич; подполковник; 30 декабря 1915
- Мазуренко, Тимофей Осипович; подпоручик; 9 марта 1917 (посмертно)
- Мазуркевич, Игнатий Осипович; полковник; № 5692; 1 декабря 1838
- Май, Фёдор Богданович; подполковник; 15 апреля 1915
- Майдачевский, Лев Иванович; подпоручик; 23 мая 1916 (посмертно)
- Майдель, Август Петрович; генерал-майор; № 8352; 26 ноября 1850
- Майдель, Владимир Густавович; майор; № 7888; 26 ноября 1847
- Майдель, Егор Иванович; генерал-майор; № 9318; 17 октября 1854
- Майдель, Карл Петрович; подполковник; № 5587; 29 ноября 1837
- Майдель, Павел Петрович; подполковник; № 5989; 3 декабря 1839
- Майдель, Павел Фёдорович; майор; № 8076; 26 ноября 1848
- Майдель, Юлиус Карлович; капитан; № 9841; 26 ноября 1855
- Майдель, Яков Карлович; подполковник; № 9773; 26 ноября 1855
- Майков, Михаил Аполлонович; генерал-майор; № 7384; 12 января 1846
- Майлов, Евгений Романович; полковник; № 6445; 5 декабря 1841
- Май-Маевский, Владимир Зенонович; генерал-майор; 20 ноября 1915
- Майнов, Никифор Романович; полковник; № 1551 (649); 25 августа 1804
- Майоров, Алексей Иванович; полковник; № 2916; 27 апреля 1814
- Майоров, Григорий Николаевич; подпоручик; 20 августа 1917
- Майхровский, Вацлав Людвигович; подпоручик; 25 сентября 1917
- Макалинский, Иван Фёдорович; полковник; № 4346; 19 декабря 1829
- Макалинский, Семён Гаврилович; капитан; № 5320; 1 декабря 1835
- Макалюгин, Тимофей Афанасьевич; подполковник; № 3654; 13 февраля 1823
- Макарашвили, Илья Сакварелович; штабс-капитан; 23 декабря 1878
- Макаревич, Владимир Александрович; штабс-капитан; 27 сентября 1916
- Макаренко,Фёдор Афанасьевич; майор; № 6583; 5 декабря 1841
- Макаров; поручик; 3 декабря 1918
- Макаров (Мажаров), (Пётр Афанасьевич?); штабс-капитан; № 2306 (1013); 31 октября 1811
- Макаров, Александр Васильевич; штабс-капитан; № 10236; 25 декабря 1865
- Макаров, Василий Михайлович; подполковник; № 7244; 17 декабря 1844
- Макаров, Гавриил Данилович; майор; № 4606; 16 декабря 1831
- Макаров, Георгий Алексеевич; корнет; 19 мая 1915
- Макаров, Григорий Антонович; штабс-капитан; 13 ноября 1916
- Макаров, Дмитрий Александрович; капитан; 20 ноября 1915
- Макаров, Евграф Фёдорович; подполковник; № 563; 26 ноября 1788
- Макаров, Ефимий Фёдорович; поручик; 17 октября 1915 (посмертно)
- Макаров, Михаил Кондратьевич; капитан 1-го ранга; № 528 (250); 18 июля 1788
- Макаров, Николай; капитан 2-го ранга; № 5614; 29 ноября 1837
- Макаров, Николай Матвеевич; полковник; № 9690; 26 ноября 1855
- Макаров, Павел Николаевич; капитан-лейтенант; № 2253; 26 ноября 1810
- Макаров, Пётр Афанасьевич; полковник; № 4330; 19 декабря 1829
- Макаров, Пётр Васильевич; подполковник; № 3838; 12 декабря 1824
- Макаров, Пётр Степанович; полковник; № 2209; 26 ноября 1810
- Макаров, Степан Осипович; лейтенант; 8 сентября 1877
- Макарский, Андрей Дмитриевич; подпоручик; 4 апреля 1917
- Макась, Фёдор Давидович; поручик; 18 ноября 1916
- Макацаров, Иван Васильевич; полковник; № 2786; 20 января 1814
- Македонец, Михаил Васильевич; подполковник; № 4853; 25 декабря 1833
- Македонский, Александр Ильич; прапорщик; 9 сентября 1915
- Македонский, Владимир Иванович; ротмистр; 11 ноября 1914 (посмертно)
- Макеев, Борис Владимирович; штабс-капитан; 21 февраля 1917
- Макеев, Николай Николаевич; полковник; 26 августа 1916 (посмертно)
- Макеев, Пётр Иванович; подполковник; № 6285; 11 декабря 1840
- Макен, Ермолай Фёдорович; майор; № 3352; 12 декабря 1817
- Макк, Франц Эноринович; майор; № 7877; 26 ноября 1847
- Маклаков, Илья Ефимович; премьер-майор; № 1244; 26 ноября 1795
- Маклаков, Константин Васильевич; капитан; № 4505; 18 декабря 1830
- Маклюк, Семён Тимофеевич; прапорщик; 29 октября 1917 (посмертно)
- Маков, Владимир Яковлевич; прапорщик; 26 июня 1916
- Маков, Савва Иванович; подполковник; № 3458; 26 ноября 1819
- Маковеев, Михаил Степанович; капитан-лейтенант; № 7842; 26 ноября 1847
- Маковецкий, Казимир Николаевич; поручик; 12 ноября 1917
- Маковский, Пётр Семёнович; полковник; № 4704; 21 декабря 1832
- Макроплио, Александр Георгиевич; штабс-капитан; 12 апреля 1878
- Макрыз, Егор Иванов; майор; № 9325; 17 октября 1854
- Максимов, Борис Николаевич; прапорщик; 25 сентября 1917 (посмертно)
- Максимов, Дмитрий Яковлевич; подпоручик; 9 июня 1917
- Максимов, Иван; майор; № 5314; 1 декабря 1835
- Максимов, Николай Лаврентьевич; лейтенант; 25 апреля 1905
- Максимов, Николай Михайлович; подполковник; № 8455; 26 ноября 1850
- Максимов, Павел Петрович; капитан 3-го ранга; № 4499; 18 декабря 1830
- Максимов, Пётр Николаевич; штабс-капитан; 26 декабря 1877
- Максимов, Сергей Александрович; прапорщик; 23 сентября 1915
- Максимов, Сергей Константинович; поручик; 3 ноября 1916
- Максимов, Степан Петрович; штабс-капитан; № 10013; 26 ноября 1856
- Максимов, Трофим Никитич; полковник; № 4979; 3 декабря 1834
- Максимов, Фёдор Ильич; подпоручик; № 9578; 28 декабря 1854
- Максимов, Фёдор Максимович; майор; № 8092; 26 ноября 1848
- Максимович, Иван Иванович; лейтенант; № 3272; 26 ноября 1816
- Максимович, Иван Корнеевич; генерал-майор; № 6922; 4 декабря 1843
- Максимович, Николай Михайлович; майор; № 9795; 26 ноября 1855
- Максимович, Степан Петрович; премьер-майор; № 52 (53); 1 ноября 1770
- Максимовский, Александр; капитан; № 2080 (951); 24 ноября 1809
- Максутов, Александр Петрович; лейтенант; 28 декабря 1854 (значится только в списке Судравского)
- Максутов, Дмитрий Петрович; капитан-лейтенант; № 9564; 28 декабря 1854
- Максутов, Иван Иванович; поручик; 5 февраля 1916
- Макухин, Николай Павлович; капитан-лейтенант; № 9975; 26 ноября 1856
- Макушкин, Сергей; подпоручик; 11 сентября 1919
- Макшеев, Александр Васильевич; майор; № 5272; 1 декабря 1835
- Макшеев, Василий Иванович; генерал-майор; № 1298; 26 ноября 1802
- Макшеев, Пётр Матвеевич; капитан 2-го ранга; № 1597; 26 ноября 1804
- Малай-Ермурский, Григорий Иванович; штабс-капитан; 23 сентября 1916
- Малама, Яков Дмитриевич; полковник; 1 января 1878
- Маландраки, Николай Георгиевич; капитан; № 7520; 12 января 1846
- Малафеев, Захар; капитан-лейтенант; № 2357; 26 ноября 1811
- Малахов, Павел Иванович; майор; № 7084; 4 декабря 1843
- Малаховский, Владимир Рафаилович; капитан; 11 марта 1915 (посмертно)
- Малачиханов, Абубакар-Нур-Магомет;  штабс-капитан, Георгиевское Оружие (07.11.1915)
- Малачи-Хан, Магомет Гасанович;  штабс-капитан, Георгиевское Оружие  (04.03.1917) Св.Георгия 4-й ст.(31.10.1917)
- Малашин, Иван Алексеевич; штабс-капитан; 25 сентября 1917 (посмертно)
- Малеванов, Лев Львович; штабс-капитан; 1 июня 1915
- Малевинский, Владимир Николаевич; полковник; № 5156; 1 декабря 1835
- Малевич, Владимир Степанович; подполковник; № 8708; 26 ноября 1851
- Малевич, Иван Филиппович; майор; № 9824; 26 ноября 1855
- Малевский, Андрей Константинович; полковник; № 9665; 26 ноября 1855
- Малевский, Арсений Дмитриевич; поручик; 9 сентября 1915
- Малеев; подполковник; № 2500 (1133); 23 декабря 1812
- Малеев, Алексей Семёнович; подполковник; № 3971; 26 ноября 1826
- Малеев, Даниил Иванович; капитан 2-го ранга; № 1424; 26 ноября 1802
- Малец, Александр Маркович; прапорщик; 22 декабря 1915
- Малецкий, Карл Иванович; полковник; № 6973; 4 декабря 1843
- Маликов, Владимир Александрович; поручик; 3 февраля 1915
- Малинин, Иван Родионович; подполковник; № 5756; 1 декабря 1838
- Малиновский, Адам Яковлевич; подполковник; № 9108; 26 ноября 1853
- Малиновский, Антон Петрович; поручик; № 4649; 25 декабря 1831
- Малиновский, Григорий; штабс-капитан; 27 января 1917
- Малиновский, Иван; штабс-капитан; № 9518; 26 ноября 1854
- Малиновский, Иван Данилович; майор; № 3584; 16 декабря 1821
- Малиновский, Николай Львович; поручик; 2 апреля 1917 (посмертно)
- Малинский, Константин; полковник; № 5399; 6 декабря 1836
- Маллер, Александр Густавович; майор; № 9204; 26 ноября 1853
- Маллио, Клавдий Иванович; капитан; № 7326; 17 декабря 1844
- Малофеев, Ясон Иванович; полковник; № 6213; 11 декабря 1840
- Малыгин, Александр Петрович; капитан 2-го ранга; № 2024; 26 ноября 1808
- Малыгин, Владимир Петрович; капитан 2-го ранга; № 1420; 26 ноября 1802
- Малыхин, Нил Ильич; штабс-капитан; 3 февраля 1915
- Малышев, Иосиф Васильевич; капитан; № 10082; 26 ноября 1857
- Малышевский, Викентий Дементьевич; подполковник; № 3963; 26 ноября 1826
- Малье, Иван Петрович; секунд-майор; № 945 (519); 26 ноября 1792
- Малькевич, Иосиф Иванович; поручик; 17 апреля 1916
- Малько, Иван; штабс-капитан; 1 апреля 1917
- Мальков, Николай Иванович; капитан; 30 декабря 1915
- Мальковский, Александр Львович; полковник; № 8206; 26 ноября 1849
- Мальм, Борис Борисович; штабс-капитан; № 8579; 26 ноября 1850
- Мальтиц, Леонтий Фёдорович; подполковник; № 900 (474); 18 марта 1792
- Мальцев, Василий; капитан-лейтенант; № 2369; 26 ноября 1811
- Мальценек, Кришьян Кришевич; поручик; 28 августа 1917
- Мальцов, Александр Васильевич; подполковник; № 4860; 25 декабря 1833
- Мальцов, Александр Павлович; капитан; 4 августа 1877
- Мальцов, Василий Васильевич; подполковник; № 1569; 26 ноября 1804
- Мальчевский, Модест Иванович; полковник; 28 февраля 1919
- Мальчевский, Николай Тимофеевич; войсковой старшина; 15 октября 1916
- Мальченко, Иван Иванович; ротмистр; № 3233; 26 ноября 1816
- Мальчуковский, Михаил Михайлович; капитан; 10 июня 1916
- Малюшицкий, Павле Иосифович; капитан; № 7689; 1 января 1847
- Малявин, Фёдор; подполковник; № 3582; 16 декабря 1821
- Малявкин, Александр Львович; подпоручик; 7 июля 1917
- Малявкин, Яков; поручик; № 7923; 26 ноября 1847
- Мамаев, Григорий Петрович; полковник; № 9357; 26 ноября 1854
- Мамаев, Иван Данилович; капитан-лейтенант; № 3287; 26 ноября 1816
- Мамаев, Пётр Данилович; полковник; № 2326; 26 ноября 1811
- Мамало-Мамалосул-Магома-Оглы; подполковник; 2 августа 1879
- Маматказин, Григорий Варламович; полковник; № 1317; 26 ноября 1802
- Маматов, Александр Иванович; подпоручик; 25 мая 1917 (посмертно)
- Мамацев, Дмитрий Осипович; подполковник; 12 апреля 1878
- Мамацев, Константин Христофорович; полковник; № 9319; 17 октября 1854
- Мамкин, Иван Иванович; премьер-майор; № 1107; 26 ноября 1794
- Мамонов; подполковник; № 2603; 11 июля 1813
- Мамонов, Всеволод Михайлович; поручик; 11 декабря 1916 (посмертно)
- Мамонович, Максим Фёдорович; капитан; № 1815 (801); 9 сентября 1807
- Мамонтов, Евстафий Михайлович; подполковник; № 768; 26 ноября 1790
- Мамонтов, Николай Петрович; штабс-капитан; 2 июня 1915
- Мамянц, Николай Оганесович; капитан; 7 января 1916 (посмертно)
- Манаенко, Василий Ильич; майор; № 5854; 1 декабря 1838
- Манасеин (Монасейн), Апрониан Петрович; майор; № 6569; 5 декабря 1841
- Манасеин (Монасейн), Вячеслав Петрович; капитан; № 7691; 1 января 1847
- Манвелов, Спиридон Николаевич; секунд-майор; № 1037; 26 ноября 1793
- Манганари, Егор Павлович; капитан 1-го ранга; № 6473; 5 декабря 1841
- Манганари, Иван Павлович; капитан 2-го ранга; № 7645; 1 января 1847
- Манганари, Михаил Павлович[2]; лейтенант; № 4157; 18 августа 1828
- Манденштерн, Алексей Егорович; полковник; № 4983; 3 декабря 1834
- Мандерштерн, Август Егорович; генерал-майор; № 4763; 25 декабря 1833
- Мандерштерн, Евгений Егорович; полковник; № 5552; 29 ноября 1837
- Мандражи, Михаил Николаевич; поручик; 10 июня 1915
- Мандрыка, Григорий Григорьевич; майор; № 8751; 26 ноября 1851
- Мандрыка, Николай Яковлевич; полковник; № 2828; 20 февраля 1814
- Мандрыка, Яков Дмитриевич; лейтенант; № 2162; 26 ноября 1809
- Мандрыко, Константин Антонович; прапорщик; 22 декабря 1917 (посмертно)
- Манзей, Александр Логгинович; полковник; № 7582; 1 января 1847
- Манкошев, Иван Николаевич; полковник; № 8373; 26 ноября 1850
- Маннергейм, Карл-Густав-Эмиль Карлович; генерал-майор; 30 января 1915
- Манойлов, Даниил Дмитриевич; капитан; № 9249; 26 ноября 1853
- Мансурадзе, Георгий Александрович; полковник; 18 ноября 1917 (посмертно)
- Мансурадзе, Дмитрий Александрович; капитан; 17 октября 1915
- Мансурадзев, Иван Давидович; майор; № 9037; 30 декабря 1852
- Мансуров, Александр Павлович; подполковник; № 774; 26 ноября 1790
- Мансуров, Борис Александрович; подполковник; № 939 (513); 26 ноября 1792
- Мансуров, Илья Александрович; полковник; № 4792; 25 декабря 1833
- Мансуров, Павел Дмитриевич; полковник; № 89; 25 ноября 1770
- Мантейфель, Иван Васильевич; полковник; № 1705 (691); 12 мая 1806
- Мантейфель, Роман Григорьевич; подполковник; № 1237; 26 ноября 1795
- Манто, Матвей Афанасьевич; полковник; № 8879; 1 февраля 1852
- Мануйлов, Леонтий; капитан; № 8316; 26 ноября 1849
- Мануйлов, Матвей Иванович; полковник; № 3387; 15 февраля 1819
- Мануйлов, Павел; капитан; № 7701; 1 января 1847
- Мануковский, Давид Яковлевич; прапорщик; 17 октября 1915
- Манфреди, Осип Игнатьевич; капитан 3-го ранга; № 1809 (795); 9 сентября 1807
- Маншилин, Владимир Васильевич; подполковник; 5 февраля 1916
- Манштейн, Альбрехт Густав фон; генерал от инфантерии прусской службы; 27 декабря 1870
- Маныкин-Неуструев, Герасим Герасимович; штабс-капитан; № 6168; 28 февраля 1840
- Маныкин-Неуструев, Иван Дмитриевич; майор; № 5865; 1 декабря 1838
- Маныкин-Неуструев, Семён Герасимович; полковник; № 8403; 26 ноября 1850
- Манько, Александр Васильевич; капитан; 1 марта 1916
- Маньковский, Анисим Тимофеевич; подпоручик; 4 марта 1917
- Маньковский, Константин Антонович; полковник; № 9375; 26 ноября 1854
- Маньковский, Костан Андреевич; штабс-ротмистр; № 6156; 3 декабря 1839
- Манюк, Кирилл Игнатьевич; майор; № 5845; 1 декабря 1838
- Манюк, Леонтий Евфимович; капитан-лейтенант; № 5901; 1 декабря 1838
- Манюк, Степан Ефимович; капитан-лейтенант; № 7367; 17 декабря 1844
- Манюкин, Василий; полковник; № 1331; 26 ноября 1802
- Манюкин, Захар Степанович; полковник; № 7751; 26 ноября 1847
- Манюто, Николай; поручик; 17 апреля 1916
- Маняти, Дмитрий Афанасьевич; майор; № 10096; 18 декабря 1857
- Марангопуло, Лазарь Егорович; капитан 2-го ранга; № 2025; 26 ноября 1808
- Мараховский, Антон Антонович; поручик; 3 января 1917
- Маргасов, Ефим Лаврентьевич; капитан; № 9233; 26 ноября 1853
- Марголис, Александр Митрофанович; штабс-капитан; 29 августа 1916
- Марданов, Леон Владимирович; штабс-ротмистр; 29 октября 1917 (посмертно)
- Мардасов, Василий Алексеевич; капитан-лейтенант; № 7087; 4 декабря 1843
- Марецо (Марацо), Филипп Спиридонович; мичман; № 260 (213); 12 декабря 1774
- Марин, Аполлон Никифорович; полковник; № 4700; 21 декабря 1832
- Марин, Иван Максимович; генерал-майор; № 6395; 5 декабря 1841
- Марин, Павел Петрович; капитан 1-го ранга; № 1594; 26 ноября 1804
- Мариновский, Иосиф Игнатьевич; майор; № 4001; 26 ноября 1826
- Мария-София-Амалия, королева обеих Сицилий; № 10202; 21 февраля 1861
- Марк, Андрей Эммануилович; майор; № 9800; 26 ноября 1855
- Марк, Михаил Эммануилович; полковник; № 9065; 26 ноября 1853
- Маркевич, Андрей Иванович; генерал-майор; № 3163; 26 ноября 1816
- Маркевич, Аполлон Григорьевич; полковник; № 5955; 3 декабря 1839
- Маркевич, Владимир Григорьевич; капитан; № 5323; 1 декабря 1835
- Маркевич, Иван; подполковник; № 405; 26 ноября 1784
- Маркевич, Карл Иванович; майор; № 6337; 11 декабря 1840
- Маркевич, Моисей Иванович; майор; № 7290; 17 декабря 1844
- Маркевич, Филипп Петрович; полковник; № 4445; 18 декабря 1830
- Маркеллов, Александр Степанович; штабс-капитан; 27 января 1917 (посмертно)
- Маркелов, Сергей Демьянович, подпоручик; 30 декабря 1915
- Маркл, Валентин Осипович; подполковник; № 2746; 4 ноября 1813
- Марков, Александр Александрович; полковник; № 7763; 26 ноября 1847
- Марков, Александр Иванович[3]; полковник; № 2574; 9 мая 1813
- Марков, Александр Иванович; майор; № 8281; 26 ноября 1849
- Марков, Александр Иванович; подпоручик; 9 июня 1917 (посмертно)
- Марков, Александр Фёдорович; подполковник; № 5784; 1 декабря 1838
- Марков, Василий Евгеньевич; генерал-майор; 9 сентября 1915
- Марков, Василий Николаевич; подполковник; № 7204; 17 декабря 1844
- Марков, Василий Парамонович; майор; № 3121; 26 ноября 1816
- Марков, Владимир Михайлович; штабс-капитан; 23 мая 1916
- Марков, Егор Васильевич; капитан; № 6884; 3 декабря 1842
- Марков, Егор Иванович; майор; № 6311; 11 декабря 1840
- Марков, Иван; полковник; № 306; 26 ноября 1779
- Марков, Иван Васильевич; генерал-майор; № 4187; 25 декабря 1828
- Марков, Николай Васильевич; полковник; № 5937; 3 декабря 1839
- Марков, Николай Иванович; майор; № 7504; 12 января 1846
- Марков, Николай Никандрович; капитан корпуса морской артиллерии; № 9483; 26 ноября 1854, за «выслугу 25 лет в офицерских чинах»[1]
- Марков, Пётр Антонович; полковник; № 4060; 26 ноября 1827
- Марков, Прокофий; подполковник; № 1360; 26 ноября 1802
- Марков, Сергей Дмитриевич; генерал-лейтенант; 21 мая 1915
- Марков, Сергей Леонидович; полковник; 17 октября 1915
- Марков, Трофим Иванович; полковник; № 6967; 4 декабря 1843
- Марков, Фёдор Иванович; подполковник; № 467 (241); 18 октября 1787
- Марков-Виноградский, Василий Терентьевич; подполковник; № 3948; 26 ноября 1826
- Марковец, Дмитрий Иванович; полковник; 26 января 1917
- Маркович, Божо Радованович; капитан; 11 сентября 1917 (посмертно)
- Маркович, Георгий Богичьевич; штабс-капитан; 25 марта 1916
- Маркович, Дмитрий; секунд-майор; № 348; 26 ноября 1781
- Маркович, Иван Васильевич; полковник; № 8644; 26 ноября 1851
- Маркович, Савва; черногорец; № 1739 (725); 10 февраля 1807
- Марковский, Василий Иосифович; полковник; 26 января 1917
- Марковский, Егор Августинович; подполковник; № 6005; 3 декабря 1839
- Маркодеев, Павел Анисимович; полковник; 1 сентября 1915
- Маркозов, Дмитрий Васильевич; полковник; 30 июня 1917
- Маркозов, Иван Павлович; майор; № 6598; 5 декабря 1841
- Мармылев, Иван Петрович; подполковник; № 8246; 26 ноября 1849
- Марнец, Эдуард Михайлович; полковник; № 6939; 4 декабря 1843
- Маре, Луи фон; капитан прусской службы[4]; № 2946; 19 июля 1814 (de:Louis von Marées)
- Марсеев, Александр Степанович; поручик; 28 августа 1917
- Мартен, Александр Александрович; подполковник; № 7218; 17 декабря 1844
- Мартинау, Карл Алексеевич; генерал-майор; № 7729; 26 ноября 1847
- Мартинович, Божко; командир батальона черногорской службы; 26 февраля 1879
- Мартис, Егор Васильевич; капитан; № 7107; 4 декабря 1843
- Мартсон, Константин Иванович; штабс-капитан; 9 июня 1910
- Мартыненко, Яков Петрович; майор; № 5057; 3 декабря 1834
- Мартынкевич, Игнатий Иванович; капитан-лейтенант; 26 ноября 1809[5]
- Мартынов, Александр Владимирович (генерал); генерал-майор; 15 августа 1916
- Мартынов, Александр Михайлович; поручик; 19 мая 1915
- Мартынов, Андрей Дмитриевич (1762—1815); полковник; № 1209; 26 ноября 1795
- Мартынов, Борис Петрович; полковник; № 3803; 12 декабря 1824
- Мартынов, Вячеслав Андреевич; штабс-капитан; 2 октября 1914
- Мартынов, Герасим Антонович; подполковник; № 4595; 16 декабря 1831
- Мартынов, Евгений Иванович; генерал-майор; 13 февраля 1905
- Мартынов, Евгений Николаевич; подполковник; 14 июня 1915
- Мартынов, Матвей Филаретович; подъесаул; 20 ноября 1914
- Мартынов, Михаил Васильевич; штабс-капитан; 12 апреля 1878
- Мартынов, Михаил Фёдорович; подполковник; № 8033; 26 ноября 1848
- Мартынов, Николай; подполковник; № 10176; 26 ноября 1859
- Мартынов, Николай; майор; № 2347; 26 ноября 1811
- Мартынов, Николай Николаевич; капитан; 30 марта 1879
- Мартынов, Николай Петрович; генерал-майор; № 4537; 22 августа 1831
- Мартынов, Павел Петрович; генерал-майор; № 3873; 26 ноября 1826
- Мартынюк, Илья Сильвестрович; генерал-майор; 28 июля 1917
- Мартышевский, Евстафий Николаевич; полковник; 7 июля 1907
- Мартьянов, Максим; полковник; № 1849; 26 ноября 1807
- Мартьянов, Николай Александрович; штабс-капитан; 17 октября 1915
- Мартьянов, Николай Васильевич; майор; № 5307; 1 декабря 1835
- Мартьянов, Пётр Иванович; подпоручик; № 2655; 3 сентября 1813 (У Степанова—Григоровича дата ошибочно указана как 13 сентября 1813)
- Мартюшев, Константин Каллистратович; полковник; № 7986; 26 ноября 1848
- Марушевский, Владимир Владимирович; полковник; 21 марта 1915
- Марциняк, Константин Антонович; поручик; 31 июля 1917 (посмертно)
- Марченко, Василий Михайлович; штабс-капитан; 15 апреля 1915 (посмертно)
- Марченко, Виктор Кондратьевич; подпоручик; 31 октября 1917 (посмертно)
- Марченко, Дионисий Андреевич; подпоручик; 10 сентября 1916
- Марченко, Николай Павлович; генерал-майор; 27 января 1917
- Маршалл, Джон; капитан великобританской службы; № 2945; 19 июля 1814
- Марьенко, Василий Алексеевич; сотник; 23 мая 1916
- Марьенкович (Мариенкович), Михаил Петрович[6]; майор; № 1870; 26 ноября 1807
- Марьянков, Фёдор Самуилович; штабс-капитан; 31 июля 1917
- Марьянович, Нарцисс Павлович; ротмистр; № 2287 (994); 18 февраля 1811
- Масалкин, Александр Александрович; подпоручик; 10 июня 1916
- Масалов, Пётр Павлович; майор; № 5308; 1 декабря 1835
- Масальский, Владимир Николаевич; генерал от артиллерии; 9 декабря 1916
- Масальский, Николай Фёдорович; генерал-майор; № 9043; 26 ноября 1853
- Масицкий, Борис Петрович; прапорщик; 26 августа 1916 (посмертно)
- Масич, Дмитрий Николаевич; поручик; 28 июля 1915
- Маска, Иван Евфимович; майор; № 2893; 18 марта 1814
- Маслаков, Яков Фёдорович; капитан; № 6153; 3 декабря 1839
- Масленников, Евграф Николаевич; майор; № 7269; 17 декабря 1844
- Масленников, Егор; капитан-лейтенант; № 4013; 26 ноября 1826
- Масленников, Николай Егорович; подпоручик; № 9594; 15 апреля 1855
- Маслов, Алексей Егорович; полковник; 1853 (в кавалерских списках не значится, но этот орден показан в послужном списке)
- Маслов, Алексей Ефимович; майор; № 9990; 26 ноября 1856
- Маслов, Алексей Яковлевич; майор; № 5053; 3 декабря 1834
- Маслов, Андрей Васильевич; майор; № 8965; 1 февраля 1852
- Маслов, Андрей Тимофеевич; подполковник; № 1753 (739); 13 апреля 1807
- Маслов, Вадим; поручик; 23 мая 1916
- Маслов, Василий Иванович; полковник; № 5158; 1 декабря 1835
- Маслов, Виктор Тимофеевич; поручик; 5 мая 1917
- Маслов, Емельян; капитан; № 8123; 26 ноября 1848
- Маслов, Игнатий Дмитриевич; полковник; № 5373; 6 декабря 1836
- Маслов, Николай Александрович; полковник; № 8615; 26 ноября 1851
- Маслов, Николай Иванович; полковник; № 29 (29); 22 сентября 1770
- Маслов, Николай Кириллович; майор; № 5843; 1 декабря 1838
- Маслов, Пётр Миронович; майор; № 6825; 3 декабря 1842
- Маслов, Пётр Митрофанович; майор; № 3996; 26 ноября 1826
- Маслов, Фёдор Васильевич; подполковник; № 3976; 26 ноября 1826
- Маслов, Флегонт Матвеевич; капитан-лейтенант; № 1788 (774); 3 августа 1807
- Маслович, Иван Иванович[7]; майор; № 6840; 3 декабря 1842
- Масловский, Афанасий Кириллович; полковник; № 5956; 3 декабря 1839
- Масловский, Евгений Васильевич; полковник; 10 июня 1916
- Масловский, Иосиф; капитан; № 9511; 26 ноября 1854
- Масловский, Константин Сергеевич; штабс-капитан; 25 сентября 1917
- Масловский, Семён Осипович; полковник; № 7565; 1 января 1847
- Масловский, Фёдор Афанасьевич; полковник; № 4786; 25 декабря 1833
- Масловский, Фёдор Евстафьевич; подполковник; № 5591; 29 ноября 1837
- Масляников, Борис Андреевич; штабс-капитан; 12 января 1917
- Массе, Александр Осипович; майор; № 654 (339); 22 августа 1789
- Массальский, Иван Иванович; капитан; 12 июня 1917
- Массальский, Иван Яковлевич; майор; № 5625; 29 ноября 1837
- Мастберг, Август-Фридрих Георгиевич; подполковник; 3 февраля 1915
- Масхарашвили, Иван Несторович; поручик; 12 октября 1917 (посмертно)
- Масюков, Даниил Андреевич; подполковник; № 9739; 26 ноября 1855
- Масюков, Иннокентий Константинович; подпоручик; 26 января 1917 (посмертно)
- Матанович, Стефан; командир батальона черногорской службы; 26 февраля 1879
- Матвеев, Александр Васильевич; прапорщик; 11 декабря 1915
- Матвеев, Александр Николаевич; майор; № 6083; 3 декабря 1839
- Матвеев, Александр Яковлевич; майор; № 9832; 26 ноября 1855
- Матвеев, Алексей Козьмич; подполковник; № 9953; 26 ноября 1856
- Матвеев, Алексей Парменович; генерал-майор; № 6392; 5 декабря 1841
- Матвеев, Антон Егорович; полковник; № 5700; 1 декабря 1838
- Матвеев, Василий Тарасович; поручик; 18 ноября 1916 (посмертно)
- Матвеев, Георгий Иванович; подпоручик; 24 апреля 1915 (посмертно)
- Матвеев, Гавриил Евстигнеевич; полковник; № 9934; 26 ноября 1856
- Матвеев, Григорий Алексеевич; подполковник; 1 июня 1915
- Матвеев, Григорий Кондратьевич; войсковой старшина; № 2292 (999); 3 апреля 1811
- Матвеев, Иван Ионович; подпоручик; 9 июня 1915 (посмертно)
- Матвеев, Михаил Владимирович; поручик; 6 сентября 1917 (посмертно)
- Матвеев, Михаил Львович; генерал-майор; 3 марта 1915
- Матвеев, Пётр Петрович; подполковник; № 9715; 26 ноября 1855
- Матвеев, Яков Степанович; капитан; № 2238; 26 ноября 1810
- Матвеенко, Григорий Иванович; подполковник; № 7602; 1 января 1847
- Матвеенко, Константин Николаевич; штабс-ротмистр; 11 сентября 1916
- Матвеенко, Михаил Дмитриевич; майор; № 7287; 17 декабря 1844
- Матейко, Владимир Матвеевич; подпоручик; 3 сентября 1916 (посмертно)
- Матич, Милорад; подполковник; 30 июня 1917 (посмертно)
- Маторин, Алексей Иванович[8]; поручик; № 5662; 29 ноября 1837
- Матренинский, Евгений Михайлович; подпоручик; 30 июля 1917 (посмертно)
- Матросов, Сергей; подпоручик; 9 мая 1919 (посмертно)
- Матрунецкий, Александр Герасимович; подпоручик; 1 марта 1916
- Матус, Макар Герасимович; майор; № 8980; 1 февраля 1852
- Матусевич, Василий Александрович; капитан флота; 15 января 1907
- Матусевич, Владимир Борисович; прапорщик; 25 сентября 1917
- Матусевич, Климент Павлович; майор; № 1702 (688); 9 марта 1806
- Матушевич, Даниил Егорович; подполковник; № 9781; 26 ноября 1855
- Матушевич, Фёдор Павлович; генерал-майор; 6190; 11 декабря 1840
- Матушкин, Евгений Александрович; полковой врач; 31 июля 1916
- Матцен, Карл Иванович[9]; подполковник; № 335; 26 ноября 1781
- Матюнин, Александр Ефимович; майор; № 8981; 1 февраля 1852
- Матюхин, Никита Андреевич; прапорщик; 25 марта 1916
- Матюшев, Пётр Павлович; майор; № 9182; 26 ноября 1853
- Матюшкин, Николай Михайлович; полковник; № 5975; 3 декабря 1839
- Матюшкин, Фёдор Фёдорович; капитан-лейтенант; № 4615; 16 декабря 1831
- Матякин, Илья Александрович; подполковник; 25 сентября 1917
- Матяшевский, Николай; полковник; № 5157; 1 декабря 1835
- Мау, Иван; капитан; № 9510; 26 ноября 1854
- Мауринов, Козьма Андриянович; подполковник; № 224 (184); 26 ноября 1773
- Махаев, Пётр Павлович; подполковник; 26 августа 1916
- Махарадзе, Илья Егорович; поручик; 18 сентября 1917
- Махатадзе, Георгий Александрович (ротмистр); ротмистр; 19 марта 1917
- Махин, Иван Фёдорович (Сидорович?); капитан; № 5326; 1 декабря 1835
- Махотин, Антон Евфимович; полковник; № 6240; 11 декабря 1840
- Махтеси-Бабаянц, Мовсес Саркисович; поручик; 11 марта 1915
- Мацевский, Мечислав Михайлович; полковник; 4 марта 1917
- Мацеевский, Адам Адольфович; полковник; 18 мая 1915
- Мацеевский, Павел Адольфович; полковник; 7 апреля 1915 (посмертно)
- Мацеевский, Сергей Павлович; подполковник; 3 января 1915
- Мациевский, Александр Николаевич; майор; № 9459; 26 ноября 1854
- Мациевский, Николай; подпоручик; 5 мая 1917 (посмертно)
- Мацкевич, Иван; подполковник; № 3410; 15 февраля 1819
- Мацкевич, Иван Игнатьевич; подпоручик; 15 января 1917 (посмертно)
- Мацкунас, Вацлав Андреевич; капитан; 13 марта 1908
- Мацылев, Александр Петрович; полковник; № 4695; 21 декабря 1832
- Мацылев, Сергей Александрович; подпоручик; 4 ноября 1914
- Мацюк-Шевчук, Стефан Филимонович; подпоручик; 6 августа 1915
- Мачабели, Давид Егорович; полковник; № 231 (191); 26 ноября 1773
- Мачабели, Иван Егорович; поручик; № 9307; 19 мая 1854
- Мачавариани, Давид Михайлович; полковник; 25 октября 1917
- Мачавариани, Дмитрий Петрович; поручик; 16 декабря 1877
- Мачавариани, Михаил Лукич (Сергеевич); штабс-капитан; 27 марта 1918
- Мачаков, Григорий Яковлевич; капитан 2-го ранга; № 1600; 26 ноября 1804
- Мачижев (Мочижев, Мачижов), Иван; подпоручик; 5 ноября 1919 (посмертно)
- Машин, Александр Григорьевич; капитан-лейтенант; № 7671; 1 января 1847
- Машин, Григорий Васильевич; капитан-лейтенант; № 1877; 26 ноября 1807
- Машин, Ростислав Александрович; сотник; 19 февраля 1876
- Машин, Ростислав Григорьевич; капитан 1-го ранга; № 8854; 1 февраля 1852
- Машков, Николай Дмитриевич; капитан; 11 марта 1915 (посмертно)
- Машурко, Владимир Михайлович; прапорщик; 18 ноября 1917
- Маянский, Василий Иванович; подполковник; 30 декабря 1915

## Мг
- Мгалоблишвили, Виктор Георгиевич; штабс-капитан; 15 марта 1917
- Мгебров, Владимир Авельевич; штабс-капитан; 21 августа 1917 (посмертно)

## Ме
- Мевес, Николай Иванович; полковник; № 3453; 26 ноября 1819
- Мевес, Платон Фердинандович фон; подполковник; № 8684; 26 ноября 1851
- Медведев, Александр Александрович; капитан; 6 апреля 1915
- Медведев, Иван; лейтенант; № 1448; 26 ноября 1802
- Медведев, Лев Васильевич; полковник; № 8181; 26 ноября 1849
- Медведев, Николай Кузьмич; прапорщик; 22 декабря 1917 (посмертно)
- Медведев, Павел Адрианович; капитан; 26 августа 1916
- Медведев, Павел Никифорович; подполковник; 19 мая 1915
- Медведков, Нил Илиодорович; полковник; 4 марта 1917
- Медведовский, Николай Юлианович; полковник; 26 декабря 1877
- Медведовский, Пётр Петрович; подпоручик; 24 апреля 1915 (посмертно)
- Медведовский, Ян-Александр-Флориан Антонович; подполковник; 6 августа 1915
- Медведский, Марк Степанович; майор; № 5621; 29 ноября 1837
- Медель, Михаил Иванович; поручик; 6 июля 1915
- Медем, Николай Васильевич; генерал-лейтенант; № 9927; 26 ноября 1856
- Медер, Андрей; подполковник; № 1858; 26 ноября 1807
- Медер, Андрей Иванович; бригадир; № 27 (27); 27 августа 1770
- Медер, Владимир Арнольдович; полковник; 11 ноября 1914 (посмертно)
- Медер, Николай Павлович; капитан; № 9851; 26 ноября 1855
- Медер, Фёдор Иванович; полковник; № 897 (471); 18 марта 1792
- Медзевич, Сигизмунд Викентьевич; штабс-капитан; 9 сентября 1915 (посмертно)
- Медиш, Григорий Максимович; полковник; № 8873; 1 февраля 1852
- Медиш, Михаил Максимович; полковник; № 9682; 26 ноября 1855
- Медников, Алексей Михайлович; прапорщик; 3 ноября 1915
- Медосытов, Павел Семёнович; подполковник; № 1969 (877); 20 мая 1808
- Медынский, Пётр Павлович; подпоручик; 31 октября 1917
- Медынцев, Яков Афанасьевич; полковник; № 2693; 6 октября 1813
- Меев, Александр Семёнович; майор; № 3226; 26 ноября 1816
- Меженин, Василий Яковлевич; капитан; № 9014; 1 февраля 1852
- Меженинов, Егор Николаевич; подполковник; № 9727; 26 ноября 1855
- Межинский, Фёдор Доримедонтович; поручик; 21 июня 1915
- Межуев, Александр; подполковник; № 6268; 11 декабря 1840
- Мезенцев, Владимир Петрович; полковник; № 2045 (916); 23 января 1809
- Мезенцев, Михаил Иванович; майор; № 1971 (879); 20 мая 1808
- Мезонфор, де ла; поручик; № 2759; 10 декабря 1813
- Мейбоум, Иван Иванович; майор; № 1374; 26 ноября 1802
- Мейендорф, Егор Фёдорович; полковник; № 4524; 21 февраля 1831
- Мейендорф, Фёдор; подполковник; № 429; 26 ноября 1785
- Мейендорф, Феофил Егорович; генерал от кавалерии; 8 января 1908
- Мейер (Мерцалов), Борис Иванович; подпоручик; 25 апреля 1916
- Мейер, Владимир Александрович; подполковник; 11 августа 1917
- Мейер, Иван Иванович; подполковник; № 3735; 26 ноября 1823
- Мейер, Игнатий Андреевич; полковник; № 5145; 1 декабря 1835
- Мейер, Карл Карлович; генерал-майор; № 9639; 26 ноября 1855
- Мейер, Карл Христианович; ротмистр; № 2871; 13 марта 1814
- Мейер, Рейнгольд Петрович; майор; № 1979 (887); 20 мая 1808
- Мейзер, Иван Данилович фон; подполковник; № 8052; 26 ноября 1848
- Мейран, Спиридон Амедеевич; майор; № 1806 (794); 9 сентября 1807
- Мейсман, Пётр Васильевич; подполковник; № 6513; 5 декабря 1841
- Мейснер, Яков Иванович; полковник; № 1326; 26 ноября 1802
- Мейстер, Александр Рейнгольдович; полковник; 11 февраля 1901
- Мекензи, Фома Фомич; лейтенант; № 136 (115); 9 июля 1771
- Мекешин, Дмитрий Алексеевич; полковник; № 5162; 1 декабря 1835
- Мекк, Карл Карлович; полковник; № 9367; 26 ноября 1854
- Мекленбург-Стрелицкий, Михаил Георгиевич; генерал-лейтенант; 31 января 1915
- Меландер, Иван Карпович; полковник; № 6458; 5 декабря 1841
- Мелеги, Николай Иванович; капитан; 26 августа 1916
- Мелентьев, Андрей Фёдорович; подполковник; № 3077; 26 ноября 1816
- Мелентьев, Борис Николаевич; подполковник; 11 декабря 1915
- Мелентьев, Пётр Васильевич; полковник; № 10047; 26 ноября 1857
- Мелетиев, Геннадий Васильевич; поручик; 25 мая 1917 (посмертно)
- Мелех, Евгений Иосифович; подполковник; 11 ноября 1914
- Мелик-Бегляров, Теймураз Фридонович; штабс-капитан; № 6389; 16 мая 1841
- Мелик-Шахназаров (Шахназаров), Андрей Павлович; поручик; 2 июня 1915
- Меликов, Аветик Герасимович; майор; 1 января 1878
- Меликов, Иван Осипович; подполковник; № 4845; 25 декабря 1833
- Меликов, Леван Иванович; капитан; № 7371; 1 июля 1845
- Меликов, Павел Моисеевич; полковник; № 3443; 26 ноября 1819
- Мелихов, Александр Григорьевич; поручик; 24 ноября 1916
- Мелин, Андрей Андреевич; полковник; № 3913; 26 ноября 1826
- Мелиссино, Алексей Петрович; подполковник; № 815 (428); 25 марта 1791
- Мелихов, Василий Иванович; контр-адмирал; № 5119; 1 декабря 1835
- Мелихов, Иван Максимович; подполковник; № 4726; 21 декабря 1832[10]
- Меллер-Закомельский, Александр Николаевич; полковник; 19 февраля 1876
- Меллер-Закомельский, Егор Иванович; подполковник; № 609 (293); 14 апреля 1789
- Меллер-Закомельский, Пётр Иванович; подполковник; № 600 (284); 14 апреля 1789
- Меллер-Закомельский, Пётр Петрович; полковник; № 7752; 26 ноября 1847
- Меллер-Закомельский, Сергей Николаевич; ротмистр; 23 мая 1876
- Меллин, Борис Петрович; подполковник; № 179 (151); 13 ноября 1771
- Меллин, Владимир; подполковник; № 404; 26 ноября 1784
- Меллин, Егор Петрович; подполковник; № 490; 26 ноября 1787
- Мельгунов, Иван Ионович; подполковник; № 5002; 3 декабря 1834
- Мельгунов, Лука Сергеевич; майор; № 7858; 26 ноября 1847
- Мельгунов, Михаил Эрастович; генерал-майор; 19 мая 1915
- Мельгунов, Пётр Алексеевич; подполковник; № 226 (186); 26 ноября 1773
- Мельгунов, Пётр Иванович; генерал-майор; № 3890; 26 ноября 1826
- Мельников, Александр; подпоручик; 28 февраля 1919
- Мельников, Александр Васильевич; штабс-капитан; № 9585; 1 марта 1855
- Мельников, Алексей Михайлович; лейтенант; № 2159; 26 ноября 1809
- Мельников, Алексей Петрович; полковник; № 7159; 17 декабря 1844
- Мельников, Василий Андреевич; капитан-лейтенант; № 3613; 16 декабря 1821
- Мельников, Василий Карпович; ротмистр; № 8096; 26 ноября 1848
- Мельников, Владимир Васильевич; штабс-капитан; 22 мая 1915
- Мельников, Григорий Григорьевич; полковник; № 2834; 20 февраля 1814
- Мельников, Иван; прапорщик; 9 октября 1917 (посмертно)
- Мельников, Иван Павлович; подполковник; № 8736; 26 ноября 1851
- Мельников, Илья Григорьевич; секунд-майор; № 1202 (633); 26 ноября 1795
- Мельников, Константин Иванович; подполковник; № 7232; 17 декабря 1844
- Мельников, Лука Андреевич; капитан-лейтенант; № 3425; 15 февраля 1819
- Мельников, Михаил Иванович[11]; полковник; № 4086; 26 ноября 1827
- Мельников, Михаил Леонтьевич; капитан 1-го ранга; № 349; 26 ноября 1781
- Мельников, Николай Александрович; полковник; 26 августа 1916
- Мельников, Николай Алексеевич; штабс-капитан; 29 октября 1917
- Мельников, Николай Григорьевич; полковник; № 2075 (946); 18 октября 1809
- Мельников, Пётр Иванович; капитан; 14 июня 1915 (посмертно)
- Мельников, Сергей Лукилианович; подпоручик; 24 апреля 1915
- Мельницкий, Валериан Павлович; полковник; 16 декабря 1877
- Мельницкий, Дмитрий Петрович; капитан; 26 августа 1916
- Мельницкий, Евгений Константинович; поручик; 30 декабря 1915
- Мельницкий, Леонид Сократович; штабс-капитан; 15 января 1917
- Мельцер, Сергей Карлович; полковник; № 9378; 26 ноября 1854
- Мен, Владимир Иванович; подполковник; 17 апреля 1915
- Менгден, Александр Александрович; штабс-капитан; 2 апреля 1917
- Менгден, Евгений Евстафьевич фон; подполковник; № 6990; 4 декабря 1843
- Менгден, Иван Иванович; ротмистр; № 156 (135); 26 августа 1771
- Менгден, Фридрих Вильгельмович; майор; № 6844; 3 декабря 1842
- Менген, Карл; полковник австрийской службы; № 2958; 3 августа 1814
- Менде, Александр Иванович; генерал-майор; № 6401; 5 декабря 1841
- Менделеев, Автоном Петрович; майор; № 5480; 6 декабря 1836
- Мендель, Александр Леонтьевич; капитан 2-го ранга; № 8437; 26 ноября 1850
- Мендель, Филипп Леонтьевич; капитан-лейтенант; № 2246; 26 ноября 1810
- Мензбир, Константин Яковлевич; подполковник; № 6289; 11 декабря 1840
- Мензенкампф, Готгардт Богданович фон; полковник; № 8364; 26 ноября 1850
- Менсдорф-Пуилье, Эммануэль; полковник австрийской службы; № 2935; 12 мая 1814
- Менцелиус, Даниил Иванович; полковник; № 1334; 26 ноября 1802
- Менцелиус, Фёдор; секунд-майор; № 713; 10 декабря 1789
- Менцинский, Михаил Фавстович; поручик; № 4264; 12 апреля 1829
- Меншиков, Владимир Александрович; генерал-майор; № 9629; 26 ноября 1855
- Меншиков, Сергей Александрович; подполковник; № 13 (13); 27 июля 1770
- Меньков, Николай Иванович; прапорщик; 26 апреля 1915 (посмертно)
- Меньков, Пётр Кононович; полковник; № 9679; 26 ноября 1855
- Меньшов, Евгений Николаевич; подпоручик; 4 марта 1917
- Меньшов, Орест Владимирович; полковник; 5 мая 1917
- Меньшой, Николай Павлович; подполковник; № 9906; 7 апреля 1856
- Меньщиков, Константин Петрович; капитан; № 9228; 26 ноября 1853
- Мердер, Карл Карлович; генерал-майор; № 4294; 19 декабря 1829
- Мердер, Павел Карлович; генерал-майор; № 5526; 29 ноября 1837
- Меринский, Матвей Васильевич; генерал-майор; № 4924; 3 декабря 1834
- Мерказин, Дмитрий Алексеевич; полковник; № 6933; 4 декабря 1843
- Меркель, Николай Яковлевич; майор; № 611 (295); 14 апреля 1789
- Меркулов, Александр Васильевич; подполковник; № 6519; 5 декабря 1841
- Меркулов, Василий Ефимович; полковник; № 9099; 26 ноября 1853
- Меркулов, Василий Степанович; майор; № 4117; 26 ноября 1827
- Меркулов, Николай Кузьмич; капитан; 25 мая 1916
- Меркулов, Пётр Всеволодович; капитан; 24 апреля 1915
- Меркулов, Яков Гаврилович; надворный советник; № 1480; 15 декабря 1802
- Меркушев, Валерий Аполлинарьевич; младший врач; 16 апреля 1904
- Меркушев, Василий Александрович; старший лейтенант; 19 июля 1915
- Меркушев, Василий Андреевич; лейтенант; 10 августа 1915
- Мерлин, Павел Иванович; полковник; № 1726 (712); 29 января 1807
- Мерлин, Пётр; ротмистр; № 2372; 26 ноября 1811
- Мерлини, Станислав Демьянович; генерал-майор; № 3538; 16 декабря 1821
- Мерман, Егор Егорович; майор; № 10129; 26 ноября 1858
- Мертваго, Фёдор Степанович; капитан-лейтенант; № 6383; 11 декабря 1840
- Мертенс, Алексей Иванович фон[12]; полковник; № 1841; 26 ноября 1807
- Мертенс, Иван Фёдорович фон; генерал-поручик; № 1225; 26 ноября 1795
- Мерхелев, Савелий Павлович; подпоручик; 23 декабря 1878
- Мерхелевич, Сигизмунд Венедиктович; полковник; № 6409; 5 декабря 1841
- Мессер, Павел Фомич; капитан 2-го ранга; № 5457; 6 декабря 1836
- Мессер, Пётр Фомич; капитан 1-го ранга; № 5983; 3 декабря 1839
- Мессер, Фома Фомич; капитан 2-го ранга; № 1418; 26 ноября 1802
- Мессершмидт, Александр Карлович; подполковник; № 5575; 29 ноября 1837
- Мессинг, Андрей Иванович; подполковник; 17 декабря 1844[13]
- Мессинг, Пётр Иванович; подполковник; № 5583; 29 ноября 1837
- Местр, Поль Андре Мари; генерал французской службы; 29 января 1917 (fr:Paul Maistre)
- Метакса, Егор Павлович; лейтенант; № 1898; 26 ноября 1807
- Метакса, Христофор Анастасьевич; капитан-лейтенант; № 3531; 6 июня 1821
- Метёлкин, Александр Николаевич; подполковник; 22 марта 1917 (посмертно)
- Метлин, Николай Фёдорович; капитан 2-го ранга; № 6160; 3 декабря 1839
- Метлин, Павел Фёдорович; капитан-лейтенант; № 7320; 17 декабря 1844
- Механиков, Александр Васильевич; подпоручик; 28 ноября 1916
- Мехмандаров, Самедбек Садыхбек оглы; генерал-майор; 24 октября 1904
- Мечь, Илья Иванович; капитан; № 9222; 26 ноября 1853
- Мешетич, Иван Васильевич; майор; № 9828; 26 ноября 1855
- Мешков, Яков Никитич; полковник; № 591 (275); 18 января 1788
- Мещеринов, Василий Дмитриевич; генерал-майор; № 4055; 26 ноября 1827
- Мещерский, Александр Константинович; полковник; № 9701; 26 ноября 1855
- Мещерский, Борис Васильевич, секунд-майор; № 1015; 26 ноября 1793
- Мещерский, Василий Никитич, поручик; № 247 (207); 26 ноября 1774
- Мещерский, Иван Иванович; полковник; № 450; 26 ноября 1786
- Мещерский, Леонтий Васильевич; майор; № 1583; 26 ноября 1804
- Мещерский, Сергей Иванович; подполковник; № 4174; 30 сентября 1828
- Мещеряков, Василий Николаевич; полковник; № 9078; 26 ноября 1853
- Мещеряков, Демид Иванович; полковник; № 2484 (1117); 23 декабря 1812
- Мещеряков, Леонид Степанович; подпоручик; 30 декабря 1915

## Ми
- Миаковский, Василий Тимофеевич; майор; № 8992; 1 февраля 1852
- Миглевский, Николай Михайлович; полковник; 26 апреля 1915
- Мизин, Яков Осипович; полковник; № 3822; 12 декабря 1824
- Микеладзе, Алмасхан Отиевич; подполковник; 31 июля 1877
- Микеладзе, Дмитрий Отиевич; штабс-капитан; 2 апреля 1879
- Микеладзе, Ивлиан Хотович; полковник; 29 октября 1917
- Микеладзе, Симон Дмитриевич; подпоручик; № 10160; 8 сентября 1859
- Миклашевский, Андрей Михайлович; штабс-капитан; 6 июля 1915
- Миклашевский, Михаил Павлович; полковник; № 720 (367); 30 марта 1790
- Микоша, Леонард Иванович; штабс-капитан; 29 августа 1916
- Микрюков, Виктор Матвеевич; капитан 2-го ранга; № 8589; 26 ноября 1850
- Микрюков, Матвей Степанович; капитан 1-го ранга; № 2328; 26 ноября 1811
- Микрюков, Михаил Матвеевич; лейтенант; № 6385; 11 декабря 1840 (сведения о награждении 26 ноября 1848 г. являются ошибочными)
- Микулин, Василий Яковлевич; генерал-майор; № 4770; 25 декабря 1833
- Микулинский, Александр Сергеевич; полковник; 6 июля 1915
- Милашевич, Сергей Константинович; капитан 2-го ранга; 26 декабря 1916
- Милевский, Николай Антонович; подполковник; № 4998; 3 декабря 1834
- Милевский, Николай Иосифович; полковник; 1 сентября 1917
- Милейка, Иван Осипович; ротмистр; № 2645; 17 августа 1813
- Милейко, Константин Андреевич; подполковник; 3 февраля 1915
- Милен, Василий Фёдорович; генерал-майор; № 5348; 6 декабря 1836
- Милич, Вукан; подкомандир батальона черногорской службы; 26 февраля 1879
- Миллер, Адольф Христианович; подполковник; № 5751; 1 декабря 1838
- Миллер, Александр Борисович; полковник; № 2445 (1078); 9 ноября 1812
- Миллер, Александр Петрович; капитан; № 8815; 26 ноября 1851
- Миллер, Андрей Логинович фон; премьер-майор; № 503; 26 ноября 1787
- Миллер, Иван Лаврентьевич; полковник; № 5733; 1 декабря 1838
- Миллер, Иван Петрович; полковник; № 5699; 1 декабря 1838
- Миллер, Карл Иванович (старший); подполковник; № 4463; 18 декабря 1830
- Миллер, Карл Иванович (младший) фон; подполковник; № 1210; 26 ноября 1795
- Миллер, Карл Логинович; премьер-майор; № 1120; 26 ноября 1794
- Миллер, Кондратий Иванович; подполковник; № 6286; 11 декабря 1840
- Миллер, Константин Лаврович; капитан; № 9250; 26 ноября 1853
- Миллер, Ксаверий Иванович; майор; № 4378; 19 декабря 1829
- Миллер, Логин; полковник; № 90; 25 ноября 1770
- Миллер, Николай Иванович; полковник; № 7759; 26 ноября 1847
- Миллер, Пётр; полковник; № 3495; 6 июня 1821
- Миллер, Фёдор; секунд-майор; № 1222; 26 ноября 1795
- Миллер, Фёдор Иванович; подполковник; № 641 (326); 28 июня 1789
- Миллер, Фёдор Иванович (генерал); полковник; № 5731; 1 декабря 1838
- Миллер, Фридрих Эдуардович; прапорщик; 29 июля 1916 (посмертно)
- Милобендзский, Виктор Казимирович; поручик; 2 октября 1917
- Милобендзский, Игорь Казимирович; подпоручик; 14 июня 1915
- Миловзоров, Борис Александрович; корнет; 26 августа 1916 (посмертно)
- Миловидов, Вадим; подпоручик; 23 мая 1916
- Миловидов, Сергей Николаевич; поручик; 5 мая 1917
- Милонас, Николай Спиридонович; капитан-лейтенант; № 9529; 26 ноября 1854, «за 18 морских кампаний»[14]
- Милонас, Спиридон Иванович; капитан-лейтенант; № 3281; 26 ноября 1816
- Милонин, Эммануил Яковлевич; майор; № 4377; 19 декабря 1829
- Милонов, Алексей Алексеевич; подпоручик; 22 декабря 1916 (посмертно)
- Милорадович, Андрей Николаевич; генерал-майор; № 3916; 26 ноября 1826
- Милош, Михаил Казимирович; майор; № 5043; 3 декабря 1834
- Милутинов, Пётр Павлович; подполковник; № 454; 26 ноября 1786
- Мильковский, Александр Степанович; полковник; 13 января 1915
- Мильковский, Евгений Петрович; полковник; № 7416; 12 января 1846
- Милюков, Мардарий Васильевич; лейтенант; № 3383; 12 декабря 1817
- Милюков, Сергей Дмитриевич; майор; № 7853; 26 ноября 1847
- Минахов, Яков Николаевич; поручик; 11 апреля 1917 (посмертно)
- Миненков, Борис Степанович; подъесаул; 18 сентября 1916
- Минервин, Николай Арсеньевич; поручик; 13 января 1916
- Минин, Александр Степанович; подполковник; № 9134; 26 ноября 1853
- Минин, Ермил Григорьевич; поручик; 19 декабря 1917
- Миних, Владимир Сергеевич; штабс-капитан; 2 июня 1915
- Миних, Сергей Христофорович; полковник; № 1953 (860); 20 мая 1808
- Миницкий; майор; № 2393 (1027); 14 января 1812
- Миницкий, Дмитрий Андреевич; генерал-майор; № 1835; 26 ноября 1807
- Миницкий, Иван Григорьевич; капитан 1-го ранга; № 5980; 3 декабря 1839
- Миницкий, Михаил Иванович; капитан 2-го ранга; № 2231; 26 ноября 1810 (сведения о награждении 26 ноября 1811 г. являются ошибочными)
- Миницкий, Степан Иванович; капитан-лейтенант; № 1441; 26 ноября 1802
- Минквиц, Дмитрий Петрович; подполковник; № 8942; 1 февраля 1852
- Минквиц, Юлий Фёдорович; генерал-майор; № 8346; 26 ноября 1850
- Минкельд, Карл Фёдорович; майор; № 7283; 17 декабря 1844
- Минстер, Егор Борисович; майор; № 4883; 25 декабря 1833
- Минут, Андрей Яковлевич; генерал-майор; № 4321; 19 декабря 1829
- Минучиц, Игнатий Антонович; штабс-капитан; 7 апреля 1915
- Минченков, Николай Игнатьевич; подполковник; № 4874; 25 декабря 1833
- Миокович, Виктор Васильевич; штабс-капитан; 24 апреля 1915
- Миончинский, Дмитрий Тимофеевич; поручик; 29 сентября 1915
- Мирбах, Эбергард Андреевич фон; полковник; № 9352; 26 ноября 1854
- Миргородский, Дмитрий Иванович; майор; № 6849; 3 декабря 1842
- Мирецкий, Евгений Иосифович; прапорщик; 13 марта 1915
- Мириманов, Георгий Иосифович; штабс-капитан; 26 января 1917
- Миркович, Александр Яковлевич; полковник; № 9085; 26 ноября 1853
- Миркович, Михаил Фёдорович; генерал-майор; 5 мая 1878
- Миркович, Пётр Филиппович; подполковник; № 2117; 26 ноября 1809
- Миркович, Фёдор Яковлевич; генерал-майор; № 4775; 25 декабря 1833
- Мирович, Павел; подполковник; № 3118; 26 ноября 1816
- Мирович, Фёдор; капитан; № 7345; 17 декабря 1844
- Мировичев, Михаил; премьер-майор; № 444; 26 ноября 1785
- Миролюбов, Пётр Павлович; штабс-капитан; 9 июня 1910
- Мироненко, Георгий Александрович; штабс-капитан; 4 апреля 1917
- Мироненко, Моисей Ефимович; поручик; 15 марта 1917
- Мироненко, Павел Николаевич; майор; № 5274; 1 декабря 1835
- Мироненко-Васютинский, Понтий Семёнович; подполковник; 12 октября 1917
- Миронов, Алексей Яковлевич; премьер-майор; № 1216; 26 ноября 1795; (по другим данным — Алексей Алексеевич)
- Миронов, Василий Николаевич; штабс-капитан; 31 октября 1917
- Миронов, Венедикт Васильевич; прапорщик; 28 августа 1917 (посмертно)
- Миронов, Иван Семёнович; полковник; № 3402; 15 февраля 1819
- Миронов, Пётр Иванович; майор; № 6329; 11 декабря 1840
- Миронов, Фёдор Галактионович; поручик; 21 августа 1915
- Миронович, Александр Никодимович; штабс-капитан; 18 ноября 1914; (по другим данным вместо ордена был награждён Георгиевским оружием)
- Миронович, Виктор Петрович; подполковник; 3 февраля 1915
- Мироновский, Алексей Карпович; полковник; 12 ноября 1917
- Мирошников, Владимир Иванович; прапорщик; 6 сентября 1917 (посмертно)
- Мирошниченко, Алексей Александрович; подпоручик; 25 мая 1917 (посмертно)
- Мисевский, Пётр Лаврентьевич; полковник; № 4685; 21 декабря 1832
- Миславский, Семён Мартынович; подполковник; № 5203; 1 декабря 1835
- Мисников, Николай Фёдорович; лейтенант; 18 апреля 1909
- Мистров, Иван; подполковник; № 380; 26 ноября 1783
- Мистров, Иван Иванович; подполковник; № 2074 (945); 4 октября 1809
- Мистров, Пётр Иванович; капитан; № 1164 (594); 1 января 1795
- Мистров, Пётр Потапович; капитан 2-го ранга; № 3153; 26 ноября 1816
- Мистрюков, Аким Михайлович; подполковник; № 3041; 26 ноября 1816
- Мистулов, Эльмурза Асланбекович; есаул; 25 февраля 1907
- Мисюра, Андрей Викторович; полковник; 26 марта 1916
- Миткевич, Александр; майор; № 10079; 26 ноября 1857
- Миткевич-Волчасский, Владимир Арсеньевич; штабс-капитан; 13 января 1915
- Миткевич-Волчасский, Георгий Павлович; капитан; 12 апреля 1878
- (Митков) Митьков, Прокофий Платонович; капитан 1-го ранга; № 6986; 4 декабря 1843
- Митовский; штабс-ротмистр; 1 ноября 1905
- Митрофанов, Иван Петрович[15]; полковник; № 5696; 1 декабря 1838
- Митрофанов, Леонид Дмитриевич; прапорщик; 15 августа 1916
- Миттон, Роман Романович; полковник; № 6421; 5 декабря 1841
- Митьков, Федот Константинович; капитан-лейтенант; № 1431; 26 ноября 1802
- Михаил Александрович, великий князь; генерал-майор; 3 марта 1915
- Михаил Николаевич, великий князь; № 9331; 7 ноября 1854
- Михаили, Стомати Михайлович; капитан-лейтенант; № 3681; 13 февраля 1823
- Михайлов; поручик; № 1817 (803); 9 сентября 1807
- Михайлов, Аким; капитан; № 9475; 26 ноября 1854
- Михайлов, Александр Григорьевич; капитан; № 7344; 17 декабря 1844
- Михайлов, Александр Иванович; ротмистр; № 2797; 20 января 1814
- Михайлов, Александр Николаевич; прапорщик; 10 июня 1916
- Михайлов, Алексей Иванович; штабс-капитан; 29 мая 1915
- Михайлов, Афанасий Лазаревич; капитан; № 7909; 26 ноября 1847
- Михайлов, Валентин Иосифович; поручик; 14 июня 1915
- Михайлов, Василий Дмитриевич; капитан 1-го ранга; № 7586; 1 января 1847
- Михайлов, Василий Максимович; капитан 1-го ранга; № 3051; 26 ноября 1816
- Михайлов, Василий Михайлович; подполковник; № 5028; 3 декабря 1834
- Михайлов, Виктор Викторович; штабс-капитан; 1 февраля 1917
- Михайлов, Владимир Мартынович; прапорщик; 31 октября 1917 (посмертно)
- Михайлов, Дементий Иванович; капитан-лейтенант; № 885 (459); 19 февраля 1792
- Михайлов, Иван; подпоручик; 11 октября 1915
- Михайлов, Капитон Иванович; подполковник; № 4247; 1 января 1829
- Михайлов, Михаил Михайлович; штабс-капитан; 5 мая 1878
- Михайлов, Николай Александрович; капитан; 30 декабря 1915
- Михайлов, Николай Иванович; генерал-майор; 27 января 1917 (посмертно)
- Михайлов, Николай Николаевич; подполковник; 18 сентября 1916
- Михайлов, Николай Фёдорович; штабс-капитан; 31 мая 1917 (посмертно)
- Михайлов, Сергей Иванович; подполковник; № 967; 26 ноября 1792
- Михайлов, Фёдор Фёдорович; подполковник; № 5031; 3 декабря 1834
- Михайлов, Яков; поручик; 2 октября 1916
- Михайловский, Василий Васильевич; подпоручик; 9 сентября 1915
- Михайловский, Виктор Александрович; капитан; 14 ноября 1916
- Михайловский, Владимир Александрович; подпоручик; 19 мая 1915 (посмертно)
- Михайловский, Георгий Антонович; штабс-ротмистр; № 8334; 28 ноября 1849
- Михайловский, Георгий Евгеньевич; подпоручик; 2 ноября 1916
- Михайловский, Иван Петрович; генерал-майор; 25 сентября 1917
- Михайловский, Кирилл Григорьевич; капитан 2-го ранга; № 1405; 26 ноября 1802
- Михайловский, Михаил; подпоручик; 3 сентября 1916 (посмертно)
- Михайловский, Яков Павлович; подполковник; № 6490; 5 декабря 1841
- Михайловский-Данилевский, Александр Иванович; генерал-лейтенант; № 5346; 6 декабря 1836
- Михаленок, Пётр Адамович; прапорщик; 14 декабря 1916 (посмертно)
- Михаловский, Константин Александрович; подполковник; № 8914; 1 февраля 1852
- Михальский, Алексей Григорьевич; майор; № 9820; 26 ноября 1855
- Михальский, Анатолий Иосифович; штабс-капитан; 18 сентября 1917
- Михальский, Всеволод Иванович; поручик; 4 марта 1917
- Михальский, Людвиг Викентьевич; майор; № 9817; 26 ноября 1855
- Михаэль, Александр Карлович; полковник; № 9940; 26 ноября 1856
- Михаэль, Иван Карлович; капитан; № 6362; 11 декабря 1840
- Михеев, Иван Иванович; штабс-капитан; 1 июня 1915
- Михелис де Гениг, Евгений Михайлович; генерал-лейтенант; 10 июня 1916
- Михель, Александр Николаевич; подпоручик; 1 июня 1915
- Михельсон, Андрей Давидович; полковник; № 2097 (952); 26 ноября 1809
- Михельсон, Давид; подполковник; № 46 (47); 1 ноября 1770
- Михельсон, Яков Борисович; капитан; № 5647; 29 ноября 1837
- Михно, Владимир Сергеевич; подполковник; 4 марта 1917
- Михно, Сергей Дмитриевич; генерал-лейтенант; 25 октября 1914
- Михновский, Василий Сергеевич; подполковник; № 5244; 1 декабря 1835
- Михолапов, Анатолий Яковлевич; полковник; 5 ноября 1916 (посмертно)
- Мицевич, Антон Демьянович; майор; № 6826; 3 декабря 1842
- Мицевич, Онуфрий Станиславович; полковник; № 9358; 26 ноября 1854
- Мицкий, Дмитрий Фёдорович; подпоручик; 19 мая 1915
- Мицкий, Иван Григорьевич; генерал-майор; № 1831; 26 ноября 1807
- Мичу-Николаевич, Дмитрий Михайлович; подпоручик; 6 января 1917 (посмертно)
- Мичунович, Бачо; командир батальона черногорской службы; 26 февраля 1879
- Мичурин, Василий Григорьевич; премьер-майор; № 1249; 26 ноября 1795
- Мичурин, Василий Иванович; полковник; № 8900; 1 февраля 1852
- Мичурин, Иван Васильевич; полковник; № 9707; 26 ноября 1855
- Мичурин, Николай Михайлович; подполковник; № 9744; 26 ноября 1855
- Мичурин, Павел Фёдорович; подполковник; № 6503; 5 декабря 1841
- Мичурин, Трофим Иванович; подполковник; № 3959; 26 ноября 1826
- Мишанин, Николай Михайлович; подпоручик; 8 июля 1915 (посмертно)
- Мишковский, Михаил; секунд-майор; № 345; 26 ноября 1781
- Мишо, Александр Францевич; майор; № 2176 (963); 19 июня 1810
- Мишо, Людвиг Францевич; подполковник; № 2619; 4 августа 1813
- Мишук, Сергей Петрович; прапорщик; 18 октября 1917 (посмертно)
- Мищенко, Александр Иванович; поручик; 19 апреля 1878
- Мищенко, Александр Петрович; подполковник; № 4483; 18 декабря 1830
- Мищенко, Борис Александрович; подпоручик; 25 сентября 1917
- Мищенко, Николай Григорьевич; майор; № 4380; 19 декабря 1829
- Мищенко, Николай Павлович; подполковник; № 6023; 3 декабря 1839
- Мищенко, Павел Иванович; полковник; 22 декабря 1900
- Мищенко, Пётр Григорьевич; подполковник; № 3782; 7 февраля 1824
- Мищенко, Тимофей Афанасьевич; прапорщик; 30 декабря 1915
- Миюшкевич, Константин Павлович; лейтенант; № 3275; 26 ноября 1816

## Мк — Мл
- Мкурнали, Александр Константинович; подпоручик; 27 января 1917
- Младзновский, Георгий Георгиевич; подпоручик; 9 сентября 1915
- Младов, Александр; поручик; 20 июля 1916
- Млодзинский, Николай Яковлевич; капитан; № 5879; 1 декабря 1838

## Мо
- Мовсесянц, Гурген Ованесович; штабс-капитан; 14 сентября 1918 (посмертно)
- Могутов, Иван Алексеевич; секунд-майор; № 1275; 26 ноября 1795
- Моденов, Иван Дмитриевич; штабс-капитан; 20 ноября 1915
- Модерах, Карл Фёдорович; инженер-полковник; № 685; 26 ноября 1789
- Модестов, Александр Николаевич; штабс-капитан; 11 сентября 1917 (посмертно)
- Модестов, Иван Александрович; штабс-капитан; 23 января 1917
- Модзалевский, Василий Семёнович; подполковник; № 3339; 12 декабря 1817
- Модль, Озв Альфредович; полковник; 12 августа 1900
- Модрах, Сергей Карлович; капитан; 31 октября 1917
- Можайский, Павел Тимофеевич; полковник; № 4571; 16 декабря 1831
- Можаров, Варлаам Иванович; подполковник; № 8054; 26 ноября 1848
- Можаровский, Евгений Иванович; поручик; 25 сентября 1917
- Мозган, Паниот Фёдорович; капитан-лейтенант; № 6354; 11 декабря 1840
- Мозговой, Осип Петрович; прапорщик; 9 сентября 1915
- Мозонов, Алексей Лукич; подпоручик; 15 марта 1917
- Моисевский, Андрей Дмитриевич; майор; № 6327; 11 декабря 1840
- Моисеев, Александр Александрович; подпоручик; 13 ноября 1916 (посмертно)
- Моисеев, Александр Леонтьевич; подполковник; № 4102; 26 ноября 1827
- Моисеев, Василий; прапорщик; 12 июля 1915 (посмертно)
- Моисеев, Дмитрий Григорьевич; майор; № 5310; 1 декабря 1835
- Моисеев, Константин Алексеевич; капитан; 23 декабря 1878
- Моисеенко, Иван Филиппович; подполковник; № 9947; 26 ноября 1856
- Мокеев, Степан Мокеевич; капитан; № 9019; 1 февраля 1852
- Мокиевский, Андрей Иванович; полковник; № 3820; 12 декабря 1824
- Мокин, Адам Фаддеевич; капитан; № 8552; 26 ноября 1850
- Мокржецкий, Адам-Викентий-Фелициан Александрович; генерал-майор; 3 февраля 1915
- Моксевич, Алексей; подпоручик; 18 сентября 1916
- Моксеевич, Каэтан Станиславович; полковник; № 9074; 26 ноября 1853
- Мокшеев, Дмитрий Дмитриевич; поручик; 25 марта 1917
- Молас, Эммануил Сальвадорович; лейтенант; 27 сентября 1904
- Моллер, Александр Адамович фон; капитан-лейтенант; № 4518; 18 декабря 1830
- Моллер, Александр Николаевич; штабс-капитан; 18 июля 1916
- Моллер, Александр Фёдорович; генерал-майор; № 4771; 25 декабря 1833
- Моллер, Антон Васильевич фон; капитан 2-го ранга; № 1419; 26 ноября 1802
- Моллер, Егор Иванович; генерал-майор; № 9646; 26 ноября 1855
- Моллер, Михаил Николаевич фон; поручик; 18 июля 1916
- Моллер, Павел Антонович фон; лейтенант; № 4523; 18 декабря 1830
- Моллер, Фёдор Васильевич фон; вице-адмирал; № 3043; 26 ноября 1816
- Моллер, Фёдор Егорович; полковник; № 5722; 1 декабря 1838
- Моллер, Фёдор Иванович; полковник; № 5130; 1 декабря 1835
- Моллер, Фёдор Фёдорович фон; генерал-майор; № 5110; 1 декабря 1835
- Моллер, Эдуард Антонович; полковник; № 9554; 28 декабря 1854
- Молодченко, Константин Семёнович; сотник; 23 мая 1916
- Молоков, Василий Васильевич; полковник; № 6972; 4 декабря 1843
- Молоствов, Владимир Порфирьевич; генерал-майор; № 7387; 12 января 1846
- Молоствов, Ефрем Антонович; подпоручик; 18 октября 1917
- Молотков, Александр Афанасьевич; полковник; 25 февраля 1907
- Молчан, Николай Григорьевич; поручик; 7 ноября 1915
- Молчанов, Андрей Афанасьевич; капитан; 26 апреля 1915
- Молчанов, Андрей Евграфович; секунд-майор; № 1269; 26 ноября 1795
- Молчанов, Викторин Михайлович; генерал-лейтенант; 11 сентября 1919
- Молчанов, Евграф Абрамович; капитан; № 9219; 26 ноября 1853
- Молчанов, Иван Иванович; подполковник; 4 апреля 1917
- Мольский, Виталий Константинович; майор; № 10147; 29 июля 1859
- Момбели, Николай Борисович; майор; № 5055; 3 декабря 1834
- Момбелли, Фёдор Александрович; майор; № 9322; 17 октября 1854
- Монигетти, Александр Александрович; подпоручик; 4 марта 1917
- Монк, Джон (Иван) Иванович; капитан 2-го ранга; № 1599; 26 ноября 1804
- Мономахов, Павел Дмитриевич; подполковник; 26 августа 1916
- Монтандр, Иван Петрович; полковник; № 9385; 26 ноября 1854
- Монтвяк-Мондвид, Станислав Людвигович; майор; № 9798; 26 ноября 1855
- Монтрезор, Карл Лукьянович; генерал-майор; № 4675; 21 декабря 1832
- Монури, Мишель Жозеф; генерал французской службы; января 1915 (fr:Michel Joseph Maunoury)
- Монькин, Николай Петрович; поручик; 24 ноября 1916
- Моравицкий, Константин Александрович; полковник; 25 ноября 1916
- Моравский, Иосиф (Осип Павлович?); майор; № 6570; 5 декабря 1841
- Моравский, Михаил Ильич; подполковник; № 7020; 4 декабря 1843
- Моравский, Фёдор Степанович; майор; № 7258; 17 декабря 1844
- Моралев, Виктор Михайлович; поручик; 20 января 1917
- Моранский, Владимир Эразмович; подпоручик; 2 апреля 1917
- Моргенштерн, Карл Вильгельм Мунт; майор датской службы; № 59 (60); 1 ноября 1770
- Мордвинов (Мордовин), Андрей Фомич; капитан; № 66 (67); 1 ноября 1770
- Мордвинов, Владимир Михайлович; полковник; № 1772 (758); 26 апреля 1807
- Мордвинов, Дмитрий Михайлович; камергер; № 2529 (1162); 3 января 1813
- Мордвинов, Иван Николаевич; генерал-майор; № 3623; 13 февраля 1823
- Мордвинов, Николай Иванович; подполковник; № 552; 26 ноября 1788
- Мордвинов, Павел Николаевич; капитан-лейтенант; № 2035; 26 ноября 1808
- Морелли-де-Розатти, Ираклий Иванович; премьер-майор; № 912 (486); 31 марта 1792
- Морелли-де-Розетти, Лев Ираклиевич; подполковник; № 6051; 3 декабря 1839
- Морель, Николай Михайлович; полковник; 13 мая 1918
- Моренталь, Иван Фёдорович; полковник; № 3806; 12 декабря 1824
- Морков, Василий Тихонович; капитан 3-го ранга; № 1427; 26 ноября 1802
- Морков, Евгений Иванович; премьер-майор; № 915 (489); 31 марта 1792
- Морков, Ираклий Иванович; полковник; № 599 (283); 14 апреля 1789
- Мороз, Даниил Антонович; штабс-капитан; 6 сентября 1917
- Морозов, Александр; прапорщик; 9 мая 1919
- Морозов, Александр Афанасьевич; подполковник; № 6550; 5 декабря 1841
- Морозов, Алексей Зиновьевич; подпоручик; 4 марта 1917
- Морозов, Василий Андреевич; генерал-майор; № 3797; 12 декабря 1824
- Морозов, Всеволод Антонович; поручик; 18 сентября 1916
- Морозов, Григорий Сергеевич; генерал-майор; № 9933; 26 ноября 1856
- Морозов, Григорий Фёдорович; подполковник; 22 июля 1917
- Морозов, Денис Фирсович; подпоручик; 7 февраля 1917 (посмертно)
- Морозов, Иван Иванович; штабс-капитан; № 9262; 26 ноября 1853
- Морозов, Иван Семёнович; полковник; № 3643; 13 февраля 1823
- Морозов, Николай Ильич; капитан-лейтенант; № 7843; 26 ноября 1847
- Морозов, Павел Павлович; полковник; 27 января 1917
- Морозов, Яков Андреевич; капитан; № 9229; 26 ноября 1853
- Морочинский, Иван Алексеевич[16]; полковник; № 4959; 3 декабря 1834
- Морской, Лев Фёдорович; капитан-лейтенант; № 1673; 5 февраля 1806
- Мортемар, Казимир Луи Викторьен; посол Франции; № 4175; 1 октября 1828
- Мортон, Дмитрий Васильевич; майор; № 6105; 3 декабря 1839
- Москалёв, Александр Тихонович; полковник; № 9285; 6 февраля 1854
- Москаленко, Георгий Михайлович; поручик; 27 января 1917 (посмертно)
- Москвин, Владимир Иванович; капитан; № 7355; 17 декабря 1844
- Москвин, Николай Иванович; подполковник; № 8958; 1 февраля 1852
- Москвин, Сергей Михайлович; подполковник; 27 января 1907
- Москвин, Трофим Иванович; подполковник; № 6531; 5 декабря 1841
- Москевич, Алексей Антонович; подпоручик; 18 сентября 1916
- Мосолов, Андрей Николаевич; прапорщик; 14 января 1916 (посмертно)
- Мосолов, Сергей Иванович; премьер-майор; № 823 (439); 25 марта 1791
- Мосолов, Фёдор Алексеевич; капитан-лейтенант; № 306; 26 ноября 1778
- Мосолов, Фёдор Иванович; генерал-майор; № 3891; 26 ноября 1826
- Мостовой, Борис Владимирович; поручик; 19 мая 1915
- Мостыгин, Иван Мокиевич; полковник; № 6751; 3 декабря 1842
- Мосцицкий, Болеслав-Эузебий Людвигович; ротмистр; 30 декабря 1915
- Мотонович, Перо; помощник командира бригады черногорской службы; 26 февраля 1879
- Моторнов, Константин Андреевич; подполковник; 29 июля 1916
- Моторный, Иван Гаврилович; поручик; 4 августа 1877
- Мофет, Гамильтон Владимирович; лейтенант; № 1443; 26 ноября 1802
- Мофет, Самуил; капитан 2-го ранга; № 3242; 26 ноября 1816
- Мофет, Самуил Гамильтонович; капитан 1-го ранга; № 7947; 26 ноября 1848
- Мохов, Алексей Иванович; штабс-капитан; 19 апреля 1917 (посмертно)
- Моцениго, Дмитрий Анастасьевич; капитан-лейтенант; № 6899; 3 декабря 1842
- Мочульский, Иван Адамович; генерал-майор; № 4683; 21 декабря 1832
- Мочульский, Фёдор Степанович; полковник; № 4349; 19 декабря 1829
- Мочульский, Фёдор Яковлевич; генерал-майор; № 5691; 1 декабря 1838
- Мошинский, Денис Денисович; майор; № 1733 (719); 29 января 1807
- Мошков, Владимир Акимович; штабс-капитан; № 9266; 26 ноября 1853
- Мошков, Михаил Афанасьевич; подполковник; № 330; 26 ноября 1781
- Мошнин, Владимир Александрович; генерал-майор; 11 сентября 1916

## Мр
- Мрозинский, Александр Викентьевич; капитан; 24 апреля 1915
- Мрозовский, Иосиф Иванович; генерал-майор; 7 июля 1907

## Му
- Мудролюбов, Василий Иванович; подпоручик; 4 марта 1917 (посмертно)
- Музайка, Николай Егорович; майор; № 4892; 25 декабря 1833
- Музалевский, Александр Николаевич; подпоручик; 15 июля 1908
- Музалевский, Александр Сергеевич; прапорщик; 24 ноября 1916
- Музеус, Владимир Александрович; подполковник; 28 сентября 1905
- Муловский, Григорий Иванович; капитан 1-го ранга; № 535 (257); 25 июля 1788
- Мульков, Николай Александрович; поручик; 22 мая 1915
- Мундт, Александр Петрович; полковник; № 8199; 26 ноября 1849
- Мунк, Иван Иванович; генерал-майор; № 7541; 1 января 1847
- Мунтян, Василий Михайлович; штабс-капитан; 27 марта 1917
- Мунтян, Владимир Пантелеймонович; полковник; 6 сентября 1917 (посмертно)
- Мунтянов, Кузьма Евстафьевич; полковник; 25 февраля 1907
- Мур, Устин (Тостон) Васильевич; капитан-командор; № 3129; 26 ноября 1816
- Муравец, Норберг Иосифович; майор; № 8068; 26 ноября 1848
- Муравский, Николай Александрович; подполковник; 23 сентября 1915
- Муравьёв, Константин Васильевич; поручик; 27 сентября 1916
- Муравьёв, Матвей Иванович; капитан 2-го ранга; № 4019; 26 ноября 1826
- Муравьёв, Матвей Михайлович; капитан 1-го ранга; № 1412; 26 ноября 1802
- Муравьёв, Михаил Николаевич; генерал-лейтенант; № 9628; 26 ноября 1855
- Муравьёв, Павел Матвеевич; лейтенант; № 4521; 18 декабря 1830
- Муравьёв, Пётр Матвеевич; лейтенант; № 4522; 18 декабря 1830
- Муравьёв-Амурский, Николай Николаевич; генерал-лейтенант; № 8344; 26 ноября 1850
- Муравьёв-Карсский, Николай Николаевич; генерал-майор; № 4178; 16 ноября 1828
- Муратов, Василий Андреевич; секунд-майор; № 1259; 26 ноября 1795
- Муратов, Евграф Акинфиевич; подполковник; № 4587; 16 декабря 1831
- Муратов, Николай Фёдорович; прапорщик; 27 сентября 1916 (посмертно)
- Муратовский, Трофим Панкратьевич; капитан; № 7683; 1 января 1847
- Мурахин, Илья; майор; № 9196; 26 ноября 1853
- Мурашко, Василий Афанасьевич; поручик; 18 сентября 1916
- Мурашко, Порфирий Федосьевич; подполковник; 20 ноября 1915
- Мурзакевич, Константин Павлович; полковник; 12 января 1917
- Мурзинау, Михаил Герасимович; майор; № 6314; 11 декабря 1840
- Мурзич, Самуил Александрович[17]; майор; № 5262; 1 декабря 1835
- Муркин, Иван Иванович; подпоручик; № 7527; 12 января 1846
- Мурлыгин, Пётр Иванович; подполковник; № 8962; 1 февраля 1852
- Мурлыкин, Павел Гаврилович; капитан; № 5079; 3 декабря 1834
- Муромов, Михаил Леонидович; сотник; 25 сентября 1917 (посмертно)
- Муромцев, Александр Петрович; капитан 2-го ранга; № 252; 26 ноября 1774
- Муромцев, Измаил Иванович; прапорщик; 18 ноября 1916 (посмертно)
- Муромцев, Матвей Васильевич; генерал-майор; № 241 (201); 26 ноября 1774
- Муромцев, Михаил Самойлович; подполковник; № 7028; 4 декабря 1843
- Муругов, Пётр Иванович; штабс-капитан; 5 мая 1917 (посмертно)
- Мурузи, Александр Александрович; генерал-майор; 5 ноября 1919
- Мурузий, Егор Александрович; подполковник; № 2426 (1059); 4 сентября 1812
- Мурыгин, Фёдор Иванович; подпоручик; 7 июля 1917
- Мусин-Пушкин, Алексей Васильевич; вице-адмирал; № 793; 26 ноября 1790
- Мусин-Пушкин, Александр Матвеевич; полковник; № 4664; 15 января 1832
- Мусин-Пушкин, Алексей Петрович; полковник; № 8610; 26 ноября 1851
- Мусин-Пушкин, Иван Алексеевич; камергер; № 2589; 17 июня 1813
- Мусин-Пушкин, Михаил Васильевич; капитан; № 65 (66); 1 ноября 1770
- Мусин-Пушкин, Пётр Клавдиевич; генерал-лейтенант; № 3058; 26 ноября 1816
- Мусин-Пушкин, Сергей Клавдиевич; майор; № 2509 (1142); 23 декабря 1812
- Мускелов, Иван Николаевич; капитан; № 6877; 3 декабря 1842
- Мусницкий Осип Осипович (Иосиф Иосифович); полковник; № 5942; 3 декабря 1839
- Мустафич, Матвей Михайлович; майор; № 5489; 6 декабря 1836
- Мустяц, Евгений Константинович; полковник; 3 января 1917 (посмертно)
- Мусхелов, Дмитрий Иванович; полковник; 26 декабря 1877
- Мусхелов, Ефрем Соломонович; полковник; 13 февраля 1905
- Мутовкин, Алексей Васильевич; капитан-лейтенант; № 3596; 16 декабря 1821
- Мутовкин, Егор Васильевич; капитан-лейтенант; № 3597; 16 декабря 1821
- Мутовкин, Онисим Кононович; поручик; № 1203 (634); 26 ноября 1795
- Муфель, Карл Иванович; премьер-майор; № 57 (58); 1 ноября 1770
- Муфель, Николай Николаевич; майор; № 9187; 26 ноября 1853
- Муханов, Алексей Ильич; полковник; № 834 (447); 26 марта 1791
- Муханов, Василий Сергеевич; подполковник; № 5245; 1 декабря 1835
- Муханов, Матвей Иванович; капитан 1-го ранга; № 3049; 26 ноября 1816
- Муханов, Николай Терентьевич; премьер-майор; № 666 (357); 5 октября 1789
- Муханов, Пётр Тимофеевич; подполковник; № 5416; 6 декабря 1836
- Муханов, Сергей Николаевич; генерал-майор; № 7732; 26 ноября 1847
- Муханов, Дмитрий Сергеевич; поручик; 29 августа 1916 (посмертно)
- Мухачёв, Борис Иванович; подпоручик; 12 августа 1917 (посмертно)
- Мухин, Александр Гаврилович; подполковник; 1 сентября 1915 (посмертно)
- Мухин, Александр Яковлевич; подполковник; 11 декабря 1915
- Мухин, Василий Дмитриевич; капитан; 13 февраля 1905
- Мухин, Семён Александрович; генерал-майор; № 3089; 26 ноября 1816
- Мухортов, Вадим Александрович; подпоручик; 21 июня 1915

## Мы
- Мылов, Николай Григорьевич; инженер-майор; № 8057; 26 ноября 1848
- Мышецкий, Василий Семёнович; премьер-майор; № 782; 26 ноября 1790
- Мышецкий, Пётр Николаевич; генерал-лейтенант; 13 ноября 1916
- Мышковский, Лука Иванович; капитан; № 5338; 1 декабря 1835
- Мышковский, Юзефат Михайлович; майор; № 9453; 26 ноября 1854

## Мю
- Мюкке, Фаддей Карлович; корнет; 6 сентября 1917 (посмертно)
- Мюленфельс; корнет; № 2922; 27 апреля 1814
- Мюльберг, Евгений Петрович; подпоручик; 24 октября 1904
- Мюффлинг, Карл фон; полковник прусской службы; № 2755; 10 декабря 1813

## Мя
- Мягков, Матвей Семёнович; капитан; № 6163; 28 февраля 1840
- Мягкой, Михаил Лазаревич; подполковник; № 494; 26 ноября 1787
- Мякинин; лейтенант; № 1999 (907); 4 августа 1808
- Мякинин, Михаил Иванович; капитан; № 7097; 4 декабря 1843
- Мякинин, Николай Диомидович; генерал-майор; № 2573; 9 мая 1813
- Мякинин, Семён Яковлевич; капитан-лейтенант; № 889 (463); 29 февраля 1792
- Мякинин, Тимофей Яковлевич; лейтенант; № 534 (256); 22 июля 1788
- Мялицын (Мялищин), Пётр Степанович; полковник; № 4215; 25 декабря 1828
- Мясковский, Евстафий Станиславович; капитан; № 7335; 17 декабря 1844
- Мясников, Сергей Иванович; полковник; № 7990; 26 ноября 1848
- Мясоедов, Александр Иванович; генерал-майор; № 5525; 29 ноября 1837
- Мясоедов, Алексей Ефимович; капитан-командор (капитан 1-го ранга); № 1396; 26 ноября 1802
- Мясоедов, Илья; подполковник; № 1477; 15 декабря 1802
- Мясоедов, Михаил Михайлович; подпоручик; 29 сентября 1915
- Мясоедов, Николай Иванович; капитан; № 6360; 11 декабря 1840
- Мятельский, Василий Иванович; майор; № 3085; 26 ноября 1816